# Palla ussheri
Palla ussheri är en fjärilsart som beskrevs av Butler 1870. Palla ussheri ingår i släktet Palla och familjen praktfjärilar. Inga underarter finns listade i Catalogue of Life.